# پراسو
پراسو (به ایتالیایی: Praso) یک کومونه در ایتالیا است که در ترنتینو واقع شده‌است.

## خصوصیات
پراسو ۹٫۸ کیلومترمربع مساحت و ۳۶۲ نفر جمعیت دارد.